# Thapelo Phora
Thapelo Phora (* 21. November 1991) ist ein südafrikanischer Sprinter, der sich auf den 400-Meter-Lauf spezialisiert hat.

## Sportliche Laufbahn
Erste Erfahrungen bei internationalen Meisterschaften sammelte Thapelo Phora 2016 bei den Hallenweltmeisterschaften in Portland, bei denen er mit der südafrikanischen 4-mal-400-Meter-Staffel mit 3:08,45 min in der ersten Runde ausschied. Bei den Afrikameisterschaften in Durban gelangte er über 400 Meter bis in das Halbfinale, in dem er mit 47,73 s ausschied. Zwei Jahre später gewann er bei den Afrikameisterschaften in Asaba in 45,14 s die Silbermedaille hinter dem Botswaner Baboloki Thebe. Auch mit der Staffel konnte er sich in 3:03,50 min die Silbermedaille hinter Kenia sichern. 2019 nahm er erstmals an den Afrikaspielen in Rabat teil und gewann dort in 45,59 s die Silbermedaille hinter dem Botswaner Leungo Scotch und gewann auch mit der Staffel in 3:03,18 min die Silbermedaille hinter Botswana. Damit qualifizierte er sich für die Weltmeisterschaften in Doha, bei denen er mit 45,24 s im Halbfinale ausschied. Er nahm auch mit der Staffel teil, dort reichten 3:02,06 min aber nicht für einen Finaleinzug. 2021 startete er bei den Olympischen Sommerspielen in Tokio und scheiterte dort mit 45,83 s im Vorlauf über 400 m und verpasste auch mit der Staffel mit 3:01,18 min den Finaleinzug.
2016 wurde Phora südafrikanischer Meister in der 4-mal-400-Meter-Staffel.

## Persönliche Bestzeiten
- 400 Meter: 45,14 s, 3. August 2018 in Asaba